# Colurella denticauda
Colurella denticauda är en hjuldjursart som beskrevs av Carlin 1939. Colurella denticauda ingår i släktet Colurella och familjen Lepadellidae. Arten är reproducerande i Sverige. Inga underarter finns listade i Catalogue of Life.